# Melanargia semiixora
Melanargia semiixora är en fjärilsart som beskrevs av Constant Vincent Houlbert 1923. Melanargia semiixora ingår i släktet Melanargia och familjen praktfjärilar. Inga underarter finns listade i Catalogue of Life.